# Klooster Manasija

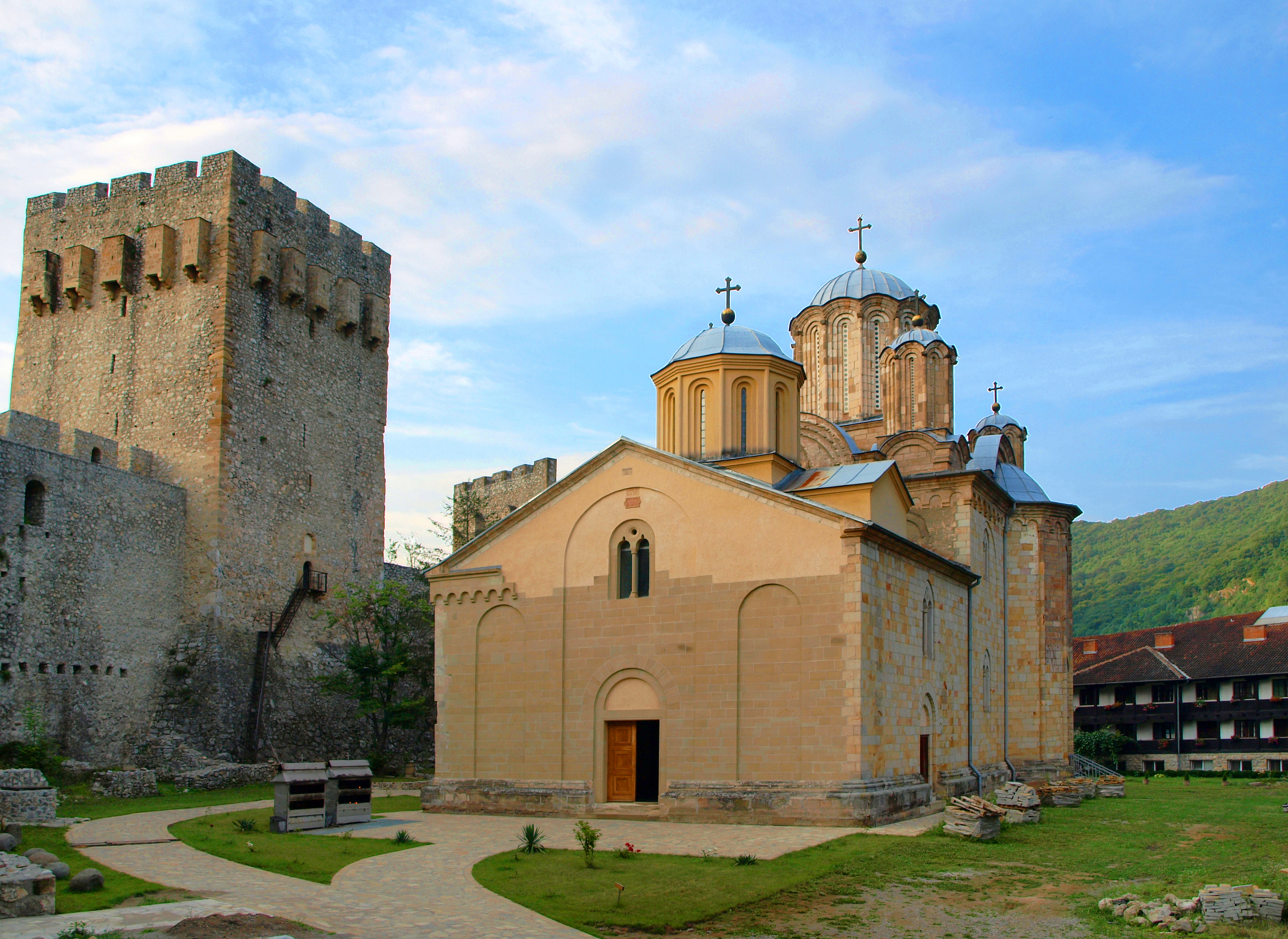
Klooster Manasija

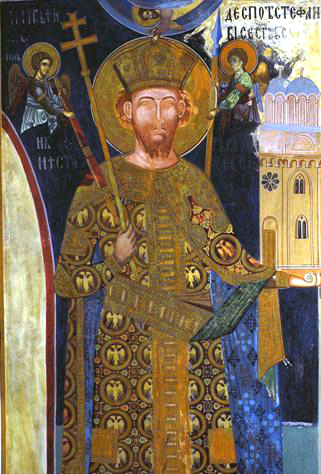
Fresco van heerser Stefan Lazarević in Manasija 1407-1418.

Het klooster Manasija (Servisch: Манастир Манасија) ook bekend als Resava (Servisch: Ресава) is een Servisch-orthodox klooster. Het ligt in de gemeente Despotovac. Het werd gesticht door heerser Stefan Lazarević tussen 1407-1418. Het klooster is een belangrijk Servisch middeleeuws monument. Het behoort tot de Morava school. Al snel na de bouw nam het klooster een belangrijke positie in in religieus Servië. De Resava school was bekend om haar vertalingen en manuscripten.

## Begraven
- Stefan Lazarević